# Pfarrkirche Unterwaltersdorf

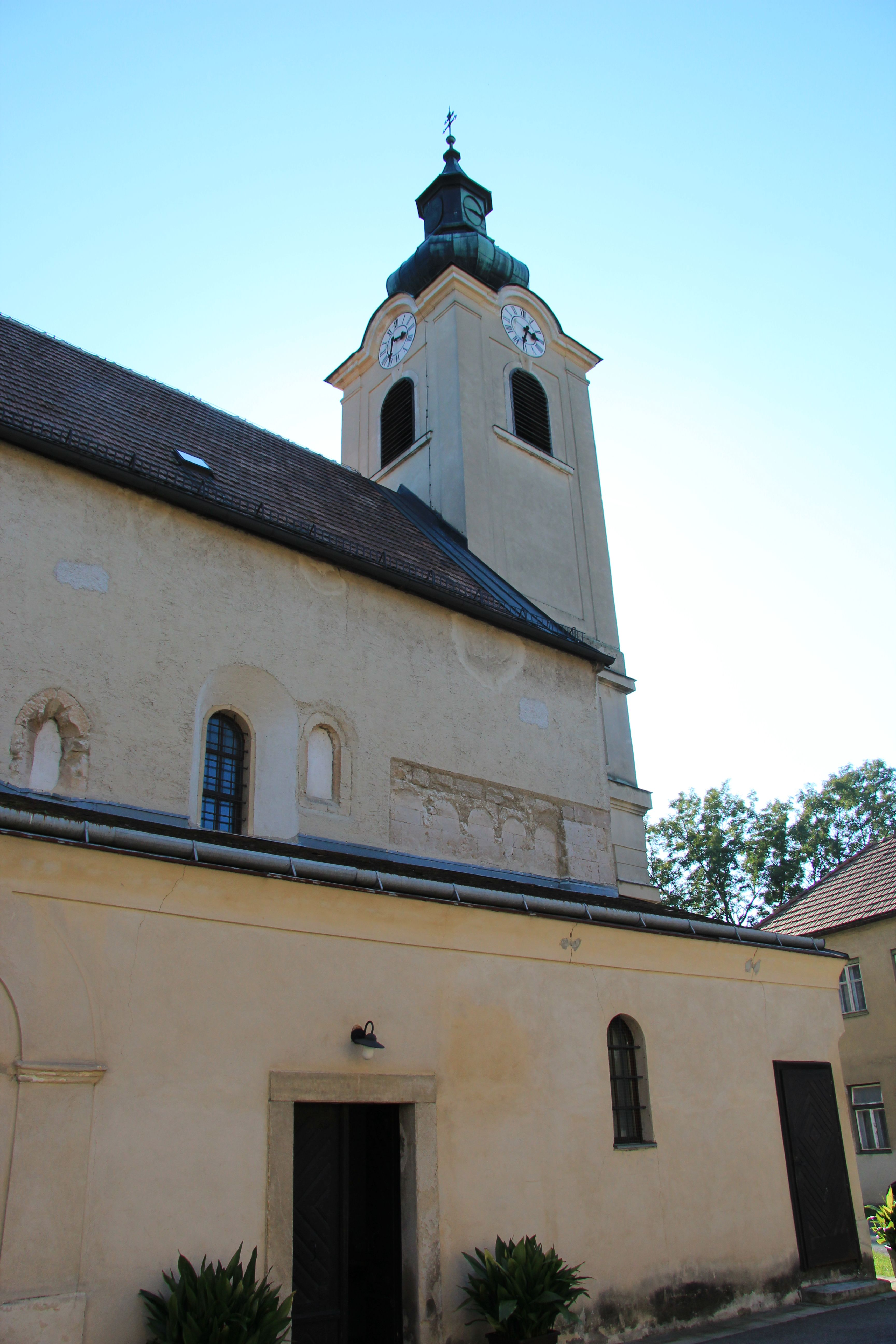
Katholische Pfarrkirche hl. Bartholomäus in Unterwaltersdorf

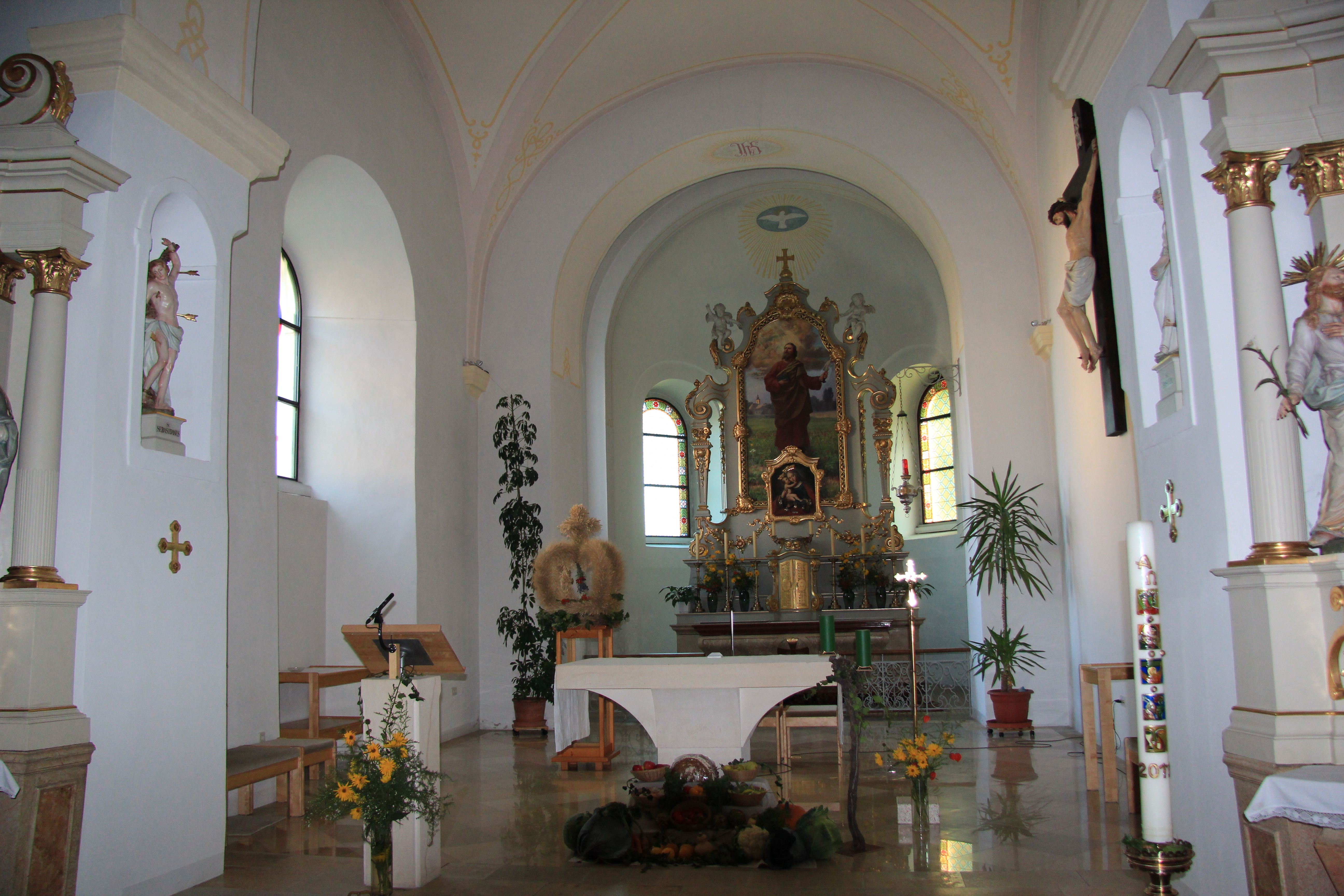
Langhaus, Blick zum Chor

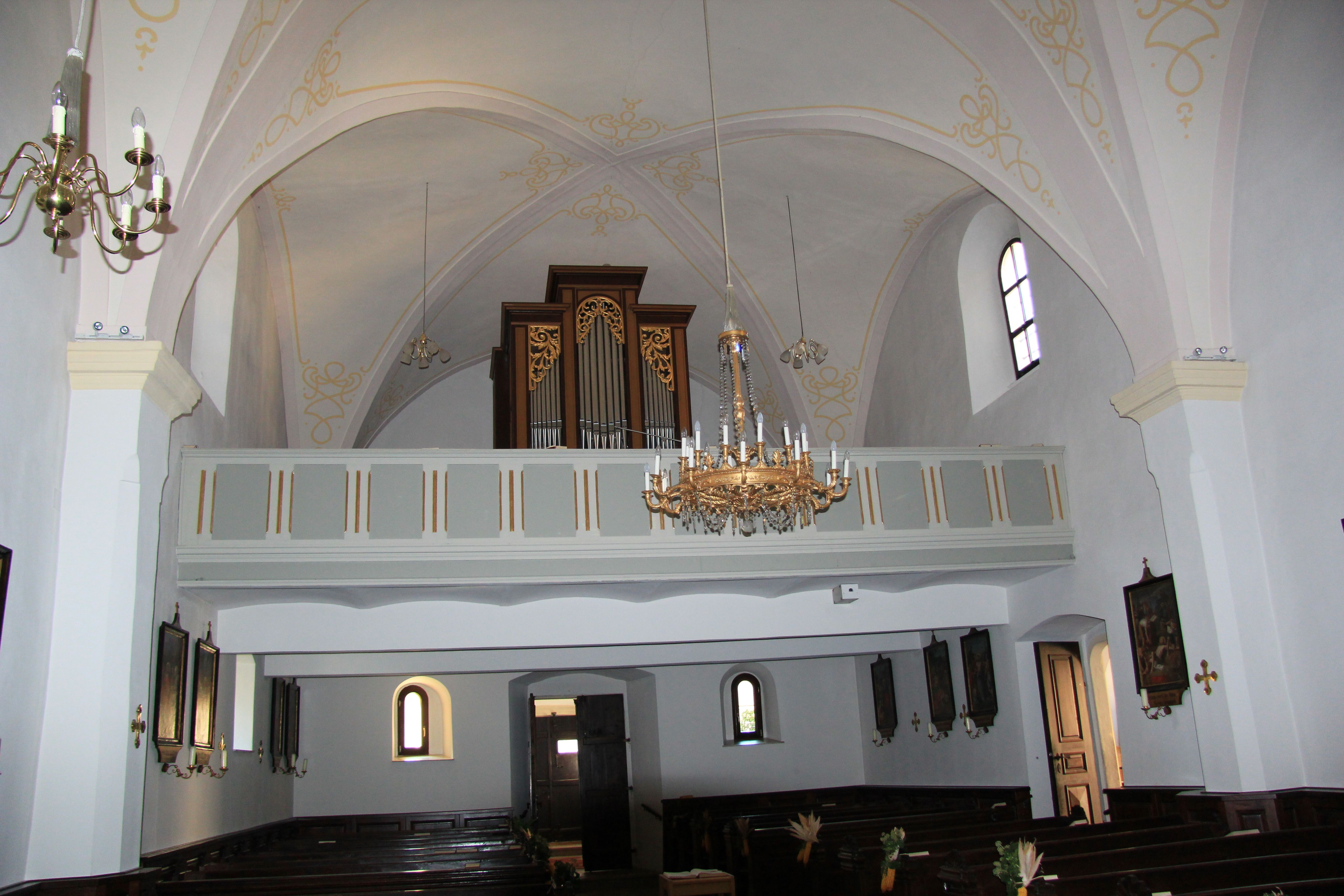
Langhaus, Blick zur Empore

Die römisch-katholische Pfarrkirche Unterwaltersdorf steht im Ort Unterwaltersdorf in der Stadtgemeinde Ebreichsdorf im Bezirk Baden in Niederösterreich. Die dem Patrozinium des hl. Bartholomäus unterstellte Pfarrkirche gehört zum Dekanat Weigelsdorf im Vikariat Unter dem Wienerwald in der Erzdiözese Wien. Die Kirche und der Wehrkirchhof stehen unter Denkmalschutz (Listeneintrag).

## Geschichte
Die Pfarre wurde Mitte des 11. Jahrhunderts gegründet, ab ca. 1160 war sie eine Eigenpfarre der Babenberger. Im Jahre 1252 wurde die Pfarrkirche von den Ungarn zerstört.

## Architektur
Die Kirche liegt mitten in einem befestigten ehemaligen Wehrkirchhof, etwas südlich ist die Barbara-Kapelle, ein ehemaliger Karner. Teile der ehemaligen Ringmauer und des Wassergrabens sind noch vorhanden. Nach romanischen Vorgängerbauten wurde die Kirche im 14. Jahrhundert zu einer Wehranlage ausgebaut. In mehreren Abschnitten wurde der Bau erweitert. An der Südseite wurde eine Sakristei und ein gotischer Teil zugebaut. Im 16. Jahrhundert wurde nördlich eine Portalvorhalle angebaut. 1688 wurde eine Ölbergkapelle errichtet, nach 1769 wurde das Langhaus eingewölbt. 1822 wurde eine Stiege zum Musikchor und 1831 an der Westseite ein Turm angebaut. Dieser ist dreizonig mit einer Zwiebelhaube.

## Ausstattung
Im Dachboden sind Wandmalereien aus der zweiten Hälfte des 14. Jahrhunderts (Hl. Christophorus) erhalten.

## Einrichtung
Die Einrichtung ist überwiegend neobarock aus dem 19. Jahrhundert. Das Hochaltarbild aus dem 18. Jahrhundert von Hans Chytra zeigt den hl. Bartholomäus, die Nischenaltäre haben Statuen, links Maria Immaculata und rechts Herz Jesu. Die Orgel von Joseph Seyberth wurde von Wilhelm Zika sen. auf mechanische Kegellade umgebaut.

## Grabdenkmäler
Außen und innen sind einige Grabsteine und -platten erhalten.

## Barbarakapelle

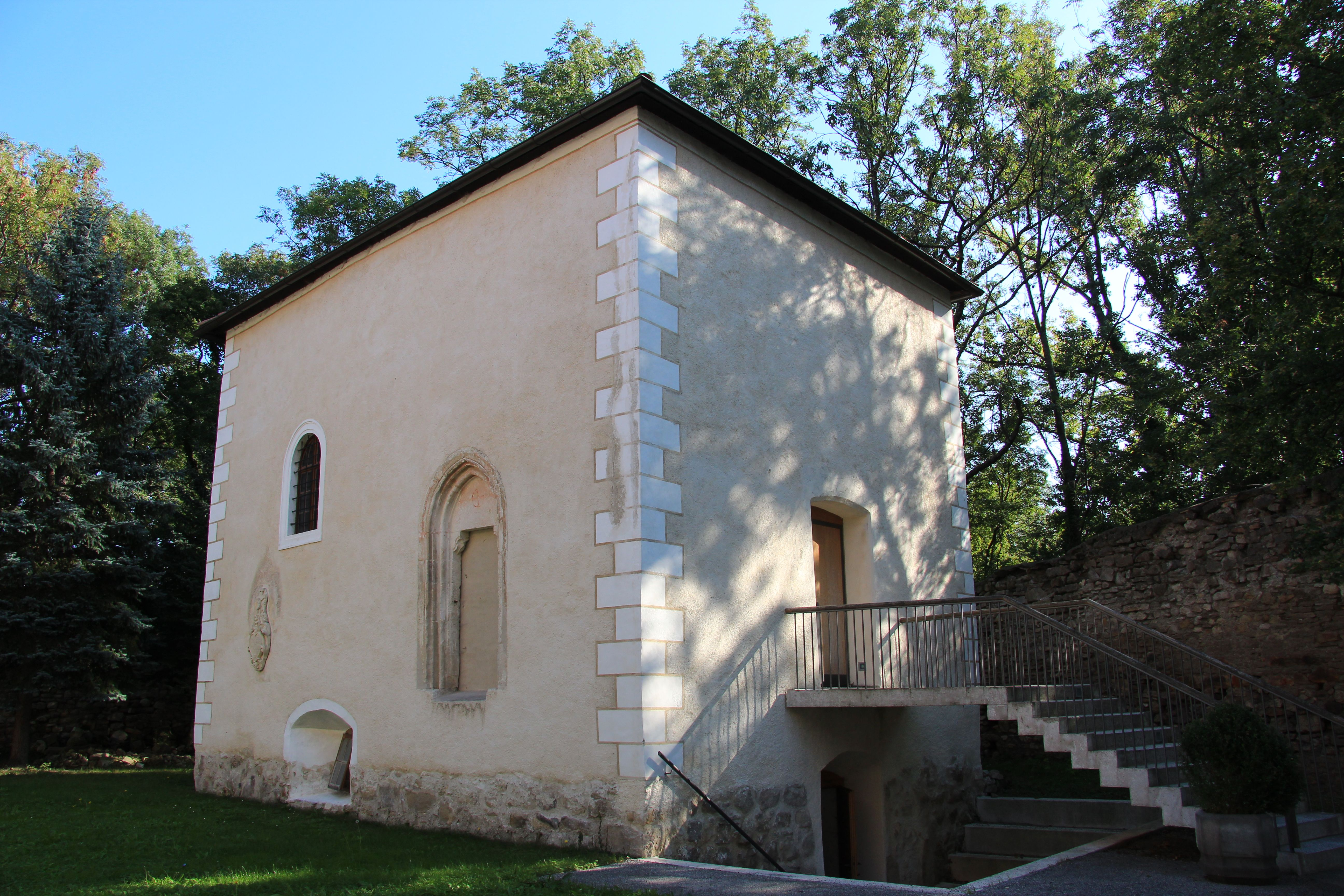
Barbarakapelle

Der kleine Bau war ursprünglich der Karner. Der bemerkenswerte romanisch-frühgotische ungegliederte Rechteckbau aus dem späten 13. Jahrhundert liegt südlich der Pfarrkirche und hat ein Walmdach. Ostseitig ist ein 5/8-Polygon angebaut, im 17. Jahrhundert wurde das Portal an die Westseite verlegt, 1949 wurde der Treppenaufgang erneuert.